# Caroline Mécary
 (novembre 2019).
Caroline Mécary, née le 16 avril 1963 à Paris, est une avocate et femme politique française, elle est militante de La France insoumise.
Inscrite au barreau de Paris, elle est engagée en faveur de l'ouverture du mariage civil aux couples de même sexe, dans le cadre de son activité professionnelle. Avocate pionnière en France de l'homoparentalité, elle plaide devant les juridictions internes et les juridictions internationales comme la Cour européenne des droits de l'Homme ou la Cour de justice de l'Union européenne. Elle a également été coprésidente de la Fondation Copernic de 2008 à 2013.

## Biographie

### Origines
Caroline Mecary est la fille de Boulos El Mekari, un chrétien maronite d'origine libanaise naturalisé sous le nom de Paul Mecary en 1968, directeur commercial d’une société d'informatique, et de son épouse née Christiane Roux, artiste peintre, issue de la petite bourgeoisie de Saint-Étienne,. Elle est orpheline de père à l'âge de 13 ans,.

## Carrière professionnelle
Elle étudie le droit à l'université de Nanterre, devient juriste à Télédiffusion de France, de 1988 à 1989, puis avocate, inscrite au barreau de Paris, en 1991, spécialisée dans la propriété littéraire et artistique et chargée d’enseignement en droit de la communication aux universités de Paris 1 et Paris XII, de 1994 à 1997.
Membre du Syndicat des avocats de France (SAF), elle est élue membre du conseil de l'Ordre des avocats du barreau de Paris, de 2005 à 2007. Depuis 1993, elle exerce au sein de son propre cabinet d'avocats. Elle a été avocate au barreau du Québec de 2017 à 2024.
Membre du GISTI (groupe d'information et de soutien des immigrés), depuis 1993, elle est avocate des étrangers en situation irrégulière de l'église Saint-Bernard, en 1996.
En juin 2009, Libération la présente comme « avocate activiste spécialisée dans la défense des droits des homosexuels »,.
Après avoir organisé en 1997 le premier colloque du barreau de Paris sur le droit et l'homosexualité, elle publie un Que sais-je ? avec Géraud de Geouffre de la Pradelle sur les droits des homosexuels puis travaille afin de créer une jurisprudence favorable aux homo-parents[pas clair]. Elle se spécialise dans le droit de la famille qu'elle souhaite voir appliquer aux parents homosexuels.

### Le mariage civil homosexuel
Caroline Mécary s'est prononcée en faveur de la possibilité de mariage civil entre personnes de même sexe depuis 1998 et pour la reconnaissance concrète des droits des enfants élevés par deux personnes de même sexe. À la suite du mariage célébré entre deux hommes le 5 juin 2004 par le maire de Bègles, Noël Mamère, alors que ce type d'union n'était pas permis en France, Caroline Mécary devient l'une des avocates de ce dernier et du couple homosexuel pour rédiger les arguments en défense devant les tribunaux. La procédure judiciaire aboutit finalement à l'annulation du mariage le 27 juillet 2004 par le tribunal de grande instance de Bordeaux, décision confirmée en appel le 19 avril 2005 et par la 1re chambre civile de la Cour de cassation en 2007. Elle a saisi la Cour européenne des droits de l'homme d'un recours. Le 9 juin 2016, après 9 ans de procédure, la Cour européenne des droits de l'homme a rendu un arrêt de non-violation de la Convention du fait de l'ouverture du mariage civil à tous les couples. [réf. nécessaire].
En 2011, elle s'est jointe au nom de SOS Homophobie et de l'Association des parents et futurs parents gays et lesbiens à une procédure de question prioritaire de constitutionnalité menée, devant le Conseil constitutionnel, par un couple de femmes voulant se marier alors que le mariage civil de personnes de même sexe est toujours interdit en France. Elle a ainsi plaidé devant le Conseil Constitutionnel. La procédure fait l'objet d'une décision de rejet le 28 janvier 2011, le Conseil estimant qu'il ne lui appartenait pas de réécrire la loi, renvoyant la question au législateur,,.

### Adoption simple
Par un jugement de 1re instance du 27 juin 2001, elle obtient du TGI de Paris sa première grande victoire en obtenant l’adoption simple de trois enfants, conçus par insémination artificielle, par la compagne de la mère biologique,. La portée générale de ce jugement, décrié par les spécialistes du droit pour avoir privé la mère biologique de ses droits d'autorité parentale en faveur de l'adoptant, fut cependant limité et remis en cause par la Cour de cassation en 2007. Dans une autre affaire semblable, où Caroline Mécary représenta également un couple de femmes, la Cour européenne des droits de l'homme dans un arrêt GAS et DUBOIS du 15 mars 2012 a considéré que la France ne violait pas la Convention en refusant de permettre une adoption simple par le parent social de l'enfant de sa compagne (15 mars 2012).

### Délégation de l'exercice d'autorité parentale à un tiers
Avocate des plaignantes, elle plaide avec succès auprès de la Cour de cassation, l'extension de la délégation d’autorité parentale à des lesbiennes (24 février 2006),. Par la suite, elle plaide avec succès que cette délégation de l'autorité parentale avec exercice partagé soit aussi octroyée à un couple séparé de lesbiennes, elles-mêmes d'accord sur le principe de ce partage, au profit de la femme qui n'avait pas porté l'enfant (Cour d'appel de Paris, 1er décembre 2011). Il s'agit alors de la deuxième affaire de ce genre en France où la délégation-partage de l'autorité parentale est donné par une cour d'appel à un couple homosexuel séparé. Parallèlement elle obtient que les juridictions acceptent des partages de l'autorité parentale pour des couples d'hommes (Paris 23 octobre 2009). En février 2013, elle a obtenu du tribunal de grande instance de Paris qu'il prononce une délégation partage de l'autorité parentale entre un homme et un couple de lesbiennes.
En janvier 2022, elle obtient pour la première fois une délégation partage de l'autorité parentale entre 4 parents sur deux enfants (un couple de femmes et un couples d'hommes qui ont deux enfants.

### Homoparentalité
Le 22 janvier 2008, elle a d'abord obtenu de la cour européenne des droits de l'homme la première la condamnation de la France qui a refusé de donner un agrément à une femme car elle était lesbienne. Puis elle a obtienu en première instance, le premier jugement allant dans le sens de la reconnaissance de l'homoparentalité et du parent social (tribunal de grande instance d’Annecy, 1er juillet 2010) dans le cadre d'une affaire de garde alternée d'une enfant entre deux lesbiennes séparées, donnant notamment raison, sur le choix de l'école, à la mère sociale, dont Caroline Mécary était la représentante.
Avocate d'une femme séparée de sa compagne, elle plaide avec succès auprès du juge aux affaires familiales le droit pour cette personne de se voir octroyer un droit de visite à l'égard des enfants biologiques de son ex-compagne, malgré l'opposition de celle-ci (TGI Paris, 28 avril 2011) [précision nécessaire]. Elle obtient plusieurs autres jugements en ce sens (TGI Créteil - 24 décembre 2013, TGI Toulon - 13 mai 2014, TGI Grasse 15 octobre 2015, TGI Creteil 21 juillet 2016 inédits).
Elle est aussi l'avocate du couple, dont l'affaire était pendante devant le tribunal de grande instance d’Avignon, a donné lieu à l'avis de la Cour de cassation du 22 septembre 2014 qui considère que le recours à l'assistance médicale à la procréation à l’étranger ne revient pas à contourner la loi française, alors qu'en en France, seuls les couples hétérosexuels pouvaient en bénéficier. Celle qui n'a pas porté l'enfant peut alors légalement adopter l'enfant de sa conjointe en France sans que le mode de procréation ne soit pris en compte. C'est ainsi qu'elle a obtenu le 16 avril 2015 que la Cour d'appel de Versailles prononce l'adoption de l'enfant du conjoint alors même que l'enfant a été conçu par une procréation médicalement assistée. Depuis, elle a obtenu le 16 mars 2016 que l'association Juristes pour l'enfance qui avait fait des interventions volontaires dans des procédures d'adoption de l'enfant du conjointe soit déclarée irrecevable par la Cour de cassation.
Parallèlement elle obtient que les juridictions prononcent les adoptions de l'enfant du conjoint, malgré la résistance de juridictions comme Versailles. Elle a ainsi obtenu que la Cour d'appel de Versailles sanctionne le tribunal de Versailles qui a refusé l'adoption pour cause de mariage trop court alors qu'il n'y a pas de durée de mariage obligatoire (CA Versailles 16 février 2016, 2 espèces inédites); Elle a aussi obtenu que la Cour de Versailles sanctionne le tribunal qui voulait connaitre le mode de conception (CA 15 février 2018,.
Elle a aussi obtenu que l'adoption de l'enfant du conjoint soit prononcée, alors que la mère biologique qui avait donné son consentement à l'adoption était en procédure de divorce et refusait que l'adoption ne soit prononcée (TGI Bobigny 26 juin 2015, inédit, TGI Meaux 26 janvier 2018 et CA Paris 6 mars 2018, décisions inédites).
Pour les couples d'hommes qui ont eu recours à la GPA, elle obtient régulièrement l'adoption pour celui qui n'est pas sur l'acte de naissance malgré la résistance des Tribunaux et alors que la Cour de cassation y est favorable depuis un arrêt du 5 juillet 2017. Elle a ainsi obtenu pour la première fois que la Cour d'appel de Paris prononce l'adoption plénière de l'enfant du conjoint pour un couple d'hommes ayant eu un enfant par GPA dans deux arrêt du 18 septembre 2018[source insuffisante].

### Exéquatur d'adoption homosexuelle effectuée à l'étranger
Le 8 juillet 2010, avocate de la compagne française de la mère américaine d'un enfant, conçu par procréation médicalement assistée, elle obtient de la Cour de cassation la reconnaissance juridique sur le sol français, au nom de l'intérêt de l'enfant, d'un jugement d'adoption prononcé à l'étranger.
Le 24 février 2011, elle a obtenu, au bénéfice de couples d'hommes, deux décisions de la cour d'appel de Paris reconnaissant la validité de deux jugements d'adoption conjointes prononcées à l'étranger (Canada et Pays de Galles), remettant en cause selon elle la loi de 1966 réservant l'adoption conjointe aux seuls couples mariés. La cour de cassation a, le 7 juin 2012, cassé ces deux arrêts, estimant notamment que la décision galloise était contraire à l'ordre public international. Le 20 mars 2014, la Cour d'appel de Versailles a cependant prononcé en tant que Cour de renvoi l'exéquatur du jugement d'adoption prononcé au Pays de Galles. Cet arrêt de la Cour d'appel apparait alors en contradiction avec la décision de la Cour de cassation du 7 juin 2012, cependant cette contradiction n'est qu'apparente car il est intervenu après l'adoption en France de la loi sur le mariage homosexuel. Depuis elle a obtenu pour la première fois du tribunal de grande instance de Paris le 21 décembre 2017 l'exéquatur d'un jugement de paternité américain pour un couple d'hommes ayant eu un enfant par GPA.

### Présomption de paternité, la réforme de l'adoption et la PMA
Dans le cadre du débat en 2012-2013 sur l'ouverture du mariage homosexuel aux couples de gays et lesbiens, Caroline Mécary s'est prononcée pour la sécularisation du mariage civil par la suppression de l'obligation de fidélité et de la présomption de paternité,. Elle s'est aussi prononcée pour l'ouverture de l'adoption et pour l'élargissement, à tous les couples, de l'accès à la procréation médicalement assistée, laquelle est réservée en France aux couples hétérosexuels dont l'un des deux conjoints est infertile ou porteur d'une maladie génétique particulièrement grave. Elle a été saisie par un couple de femmes à qui la PMA a été refusée. Elle a déposé, en mai 2015, un recours devant la CEDH en raison de la discrimination fondée sur l'orientation sexuelle dont sont victimes ces deux femmes. Le 8 février 2018, la CEDH a déclaré le recours non recevable. Un nouveau recours en annulation a été déposé au printemps 2018 devant le tribunal administrait de Toulouse et une Question prioritaire de constitutionnalité (QPC) a été déposée pour demander au Conseil constitutionnel si l'article L2142-1 du code de la santé publique (qui réserve la PMA aux couples hétéros infertiles) est conforme au principe d'égalité de traitement garantie par la Constitution. Elle est favorable à l'ouverture de la PMA à toutes les femmes et à l'instauration d'un lien de filiation sans passer par l'adoption à l'instar de la loi québécoise, belge, britannique ou espagnole,. Le Tribunal administratif de Toulouse a, le 2 juillet 2018, renvoyé la QPC au Conseil d'État,. Le conseil d'État a refusé de transmettre la QPC au Conseil constitutionnel dans un arrêt du 28 septembre 2018.

### Gestation pour autrui et la question de l'état civil des enfants nés dans ce contexte
Si en France, la gestation pour autrui n'est pas reconnue, Caroline Mécary plaide régulièrement pour obtenir l'inscription à l'état civil français d'enfants nés à l'étranger d'une mère porteuse. Elle obtint notamment une telle validation en première instance et en appel, la cour d’appel estimant n'avoir pas été « saisie de la validité d’un contrat de gestation pour autrui » (autorisé en Inde) mais seulement de la transcription d’un acte d’état civil régulièrement publié à l'étranger et ce, en application de l’article 47 du code civil (Cour d'appel de Rennes, 21 février 2012). Elle a saisi la Cour européenne pour les familles Bouvet et Foulon contre les arrêts de la Cour de cassation du 13 septembre 2013; dans ces deux affaires la Cour européenne a, le 21 juillet 2016, condamné la France pour le refus de transcription car il est constitutif d'une violation du droit à la vie privée et familiale. Elle est aussi l'avocate des époux Laborie pour lesquels elle a saisi la Cour européenne des droits de l'Homme qui a, le 19 janvier 2017, condamné la France en raison du refus de transcription de l'acte de naissance des enfants .
Le 13 mai 2015 elle a obtenu trois jugements du tribunal de grande instance de Nantes qui a ordonne au procureur de la République de procéder à la transcription de l'acte de naissance des enfants concernés. Le tribunal a fait application de la jurisprudence de la Cour européenne dans les affaires Mennesson et Labassée précitée. Depuis elle a obtenu différentes décisions du Tribunal de Nantes (17 septembre 2015 inédit et définitif) et de la Cour d'appel de Rennes (7 mars 2016, 27 juin 2016, 12 décembre 2016 et 6 mars 2017, 14 décembre 2017, 12 février 2018, 8 mars 2018) qui ordonnent la transcription complète des actes de naissance des enfants nés dans le cadre d'une convention dit de « mère porteuse » à l'égard des deux parents qui sont sur l'acte de naissance (couples d'hommes, couples de femmes et couples hétéros).
Le 21 juillet 2016, elle a obtenu dans l'affaire Foulon et une affaire Bouvet la condamnation de la France par la Cour européenne des droits de l'Homme pour violation du droit à la vie privée des enfants Bouvet et Foulon nés dans le cadre d'une GPA (le procureur de Nantes avait refusé de transcrire les actes de naissance des enfants Bouvet et Foulon).
Le 26 juillet 2016, elle a obtenu en référé que le tribunal administratif de Paris ordonne au ministère des affaires étrangères un laissez-passer pour un enfant né en juin en Arménie : le consulat de France en Arménie avait, sur instruction du ministère, refusé ce document de voyage car il considérait que la mère figurant sur l'acte de naissance de cet enfant n'était pas la mère car elle n'avait pas donné la preuve de son accouchement. Le ministère a fait appel de ce jugement devant le Conseil d'État. Le Conseil d'État a vivement rappelé à l'ordre le ministère et l'a condamné à délivrer un document de voyage pour l'enfant dans un délai de 7 jour et à verser 3 000 euros à la mère,,. Le 7 février 2017 elle a obtenu dans le cadre d'un référé liberté la condamnation de l’État à délivrer un passeport à l'enfant d'un couple hétérosexuel résidant aux États-Unis pour leur fils. L'ambassade de France a dû s'incliner.
En janvier, mars et avril 2018, elle a déposé trois nouveaux recours devant la Cour européenne en raison du refus de transcription à l'égard de la mère qui figure sur l'acte de naissance. Les trois recours ont été transmis au gouvernement français pour qu'il réponde (req 1462/18 et req.11288/18). Deux des recours ont été rejetés par la CEDH le 12 décembre 2019.
Le 18 décembre 2019, la cour de cassation ordonne la transcription complète de l'acte de naissance de l'enfant né par GPA, sans aucune condition pour 2 couples d'hommes qu'elle défend.
Le même jour, la cour de cassation ordonne, aussi pour un couple de femmes qu'elle défend et qui a eu un enfant par PMA et dont les deux mères sont sur l'acte de naissance étranger, la transcription complète de l'acte de naissance. Cet arrêt ouvre la voie pour une reconnaissance complète de l'acte de naissance avec la mention de deux femmes dès la naissance de l'enfant conçu par don. Cette jurisprudence a été réitérée par la Cour de cassation le 18 mars 2020.
Elle s'est prononcée depuis le début des années 2010 pour la légalisation d'une GPA éthique en France, selon les valeurs, les principes et les critères du droit français.

### La discrimination sexuelle
Caroline Mécary est sollicitée en France et à l'étranger sur les questions de discrimination sexuelle envers les personnes LGBTI.
Dans une affaire de refus d'agrément pour adoption à une candidate, en raison de son orientation sexuelle, Caroline Mécary a  plaidé et obtenu la condamnation de la France pour discrimination sexuelle, par la cour européenne des droits de l’homme, sur le fondement des articles 8 et 14 de la Convention européenne (affaire Emmanuelle B. c/France),. Cette décision a fait jurisprudence et le tribunal administratif de Besançon annulait par la suite le deuxième refus d'agrément pour une adoption qui avait été opposé de nouveau à la requérante défendue par Caroline Mécary.
Fin 2010, à la demande de l'association SOS Homophobie, Caroline Mécary effectue une intervention volontaire dans la procédure de QPC relative à l'ouverture du mariage civil à tous les couples devant le Conseil constitutionnel, qu'elle a plaidé le 18 janvier 2011 devant cette juridiction. Le Conseil constitutionnel n'a pas suivi son argumentaire et dans une décision du 28 janvier 2011, il a considéré que la question de la discrimination frappant les homosexuels dans l'accès au mariage civil relevait de la compétence du législateur.
Sollicitée par des ressortissants grecs, elle a aussi plaidé en 2013 devant la Grande Chambre de la Cour européenne des droits de l'Homme contre la Grèce pour avoir instauré un contrat de partenariat réservé aux seuls hétérosexuels. La Grèce a été condamnée dans cette affaire le 13 novembre 2013 par la cour européenne des droits de l'Homme L'association LGBT grecque OLKE lui a décerné un prix ainsi qu'a Nikos Alivizatos, Vangelis Mallios pour leurs intervention devant la Cour[réf. nécessaire].
Dans une affaire concernant la question du don du sang par G. Leger, homosexuel, elle a obtenu le 29 avril 2015 une décision de la Cour de justice de l'union européenne qui contraint la France à modifier sa règlementation sur cette question. À la suite de cette décision de la CJUE, le tribunal administratif de Strasbourg a dans un jugement du 8 mars 2016 annulé le refus de don du sang qui avait été opposé à G. Léger.
Sollicitée par Gleeden (site de rencontre extra conjugal) attaqué par la Confédération nationale des associations catholiques familiales, elle a obtenu du TGI de Paris le 9 février 2017 un jugement qui déclare la CNAFC irrecevable en toutes ses demandes : la CNAFC voulait faire interdire la publicité de Gleeden au motif que le devoir de fidélité s'imposerait à tout le monde. La CNAFC a en outre été condamnée à payer 2 000 euros de frais. La CNAFC a interjeté appel. La cour d'appel de Paris a confirmé le jugement du tribunal. La CNAFC a formé un pourvoi en cassation. Par un arrêt du 16 décembre 2020, la cour de cassation a rejeté le pourvoir consacrant à la fois la libre d'expression en matière de publicité et le caractère relatif de l'obligation de fidélité.

### Lutte contre l'homophobie
Caroline Mécary anime le comité de réflexion du Réseau d'aide aux victimes d'agression et de discrimination (R.A.V.A.D), réseau qui fédère de nombreuses associations de lutte de mouvements LGBT en France. Elle est aussi membre depuis 2008 du réseau européen des juristes (avocats, professeurs de droit) qui luttent contre les discriminations (ECSOL).
Elle a été sollicitée début 2005 par SOS homophobie, Act Up-Paris et le SNEG pour initier une action pour injures homophobes contre Christian Vanneste, après qu'il eut déclaré notamment que « l'homosexualité était une menace pour la survie de l'humanité », « qu'elle était inférieure à l'hétérosexualité » et que « si on la poussait à l'universel, ce serait dangereux pour l'humanité ». Au bout d'un processus judiciaire marqué par la condamnation du député UMP du Nord en 1re instance et en appel, la chambre criminelle de la Cour de cassation l'a annulée en novembre 2008, estimant que Christian Vanneste n'avait pas dépassé les limites de la liberté d'expression,.
En décembre 2010, Caroline Mécary a été saisie par l'association SOS Homophobie, afin d'intervenir devant la cour d'assises de Créteil dans le procès des agresseurs de Bruno Wiel, un jeune homosexuel laissé pour mort dans un jardin de Vitry-sur-Seine en 2006[source insuffisante]. Le 28 janvier 2011, reconnaissant le caractère homophobe de l'agression, la cour d'assise a condamné trois des agresseurs à des peines de 20 ans de réclusion criminelle et le 4e à 16 ans.
En 2013, Wilfred et Olivier un couple de gays ayant été agressé par trois « jeunes » de la cité de l’Ourcq, dans le 20e arrondissement de Paris ont demandé à Me Mecary qu'elle les défende devant le tribunal correctionnel face à leurs agresseurs qui ont été condamnés à des peines de prison ferme le 3 juin 2014.
Elle publie régulièrement des tribunes dans la presse sur cette question, et a co rédigé avec Daniel Borrillo un "Que sais Je ?" sur L'homophobie en 2019.

## Engagements politiques
En février 2008, elle a été élue présidente de la Fondation Copernic, cercle de réflexion de gauche. Depuis 2009, elle copréside la Fondation Copernic avec Pierre Khalfa, l'un des animateurs de Solidaires.
Candidate pour Europe Écologie aux élections régionales en mars 2010, elle a été élue conseillère régionale d'Île-de-France. Dans le cadre de ses fonctions électives, elle a été membre de la Commission permanente du Conseil régional ainsi que de trois commissions thématiques : la commission de l'Environnement, de l'agriculture et de l'énergie, la commission de la Jeunesse, de la citoyenneté et de la vie associative, la commission de la Politique de la ville et de la sécurité. En tant qu'élue d'Île-de-France, elle a aussi été membre de l'association pour la gestion du Fonds régional d'art contemporain et du conseil d'administration du centre régional d'observation et de ressource de l'écrit et du livre. Son mandat a pris fin le 13 décembre 2015.
En 2012, Caroline Mécary rejoint le conseil d'administration de Oser Paris, l'association de soutien à la candidature d'Anne Hidalgo à la mairie de Paris (élections municipales de 2014).
Le 31 mars 2014, elle a été élue conseillère de Paris sur la liste du 14e arrondissement dans le groupe socialiste et apparentés. Elle est membre de la commission Culture Mémoire et Patrimoine. Son mandat a pris fin en juin 2020.
Elle parraine le candidat de La France insoumise Jean-Luc Mélenchon à l'élection présidentielle de 2017. En 2019, elle soutient la liste du mouvement aux élections européennes de 2019.
Elle est candidate aux élections législatives de 2022 dans la 7e circonscription de Paris, sous la bannière de la Nouvelle Union populaire écologique et sociale, grande coalition des principaux partis politiques de gauche. Au premier tour, elle arrive en tête avec 41,4% des voix, devançant le ministre Clément Beaune (35,8 %) mais échoue à l'issue du second tour, avec 49,27 % des voix.

## Critiques
En 2007, selon Vincent Monnier de L'Obs, deux héritiers français de la peintre américaine Joan Mitchell, défendus par l'avocat Yann Streiff et Caroline Mécary, « une de ses proches », font annuler par la Cour d'appel un avenant à la convention d'honoraires signée dans le cadre du dossier de la succession de l'artiste. Cet avenant, présenté par les deux avocats deux jours avant la signature du protocole transactionnel entre les héritiers, prévoyait que les deux conseils reçoivent, en plus de leurs honoraires, 46 tableaux de l'artiste,.
Après la défaite de Pierre Olivier Sur à l'élection du bâtonnier de Paris en 2010, une plainte est déposée contre elle en raison de l'envoi d'un mail circulaire à ses confrères entre les deux tours du scrutin[réf. nécessaire]. La cour d'appel de Paris dans une décision du 27 octobre 2011 déboute le bâtonnier de sa poursuite, considérant que Pierre-Olivier Sur et Catherine Paley-Vincent ont disposé entre 15 heures et minuit d'un temps qui leur aurait permis de répliquer aux affirmations de Caroline Mécary.
En janvier 2015, l'Alliance générale contre le racisme et l'identité chrétienne (AGRIF), dirigée par Bernard Antony, porte plainte contre elle pour provocation au meurtre des catholiques, en raison d'un tweet publié le 22 janvier 2014 « Vigilants nous devons être car les réactionnaires s'agitent encore et cela ne cessera que lorsqu'ils seront morts », après une manifestation contre l'avortement. Le tribunal correctionnel de Paris a débouté intégralement l'AGRIF de ses demandes, ainsi qu'en appel.
En 2018, la Manif pour tous dépose plainte avec constitution de partie civile pour diffamation pour 3 tweets[source insuffisante]. À 3 jours de l'audience du 9 mars 2021, la manif pour tous se désiste pour deux tweets qu'elle qualifiait d'injurieux, mais maintient sa demande pour celui qu'elle estimait diffamatoire Le 14 mai 2021, le Tribunal a relaxé Caroline Mecary. La Cour d'appel de Paris dans un arrêt du 24 mars 2021 a confirmé cette relaxe.

## Distinction
- Chevalière de l'ordre national du Mérite le 20 février 2013, par décret du président de la République sur proposition de la Garde des Sceaux et Ministre de la Justice Christiane Taubira du 14 novembre 2012[86]. Les insignes lui ont été remises par Anne Hidalgo, première adjointe au maire de Paris[74].

## Vie privée
Caroline Mécary est pacsée depuis 2007 avec une scénographe.

### Ouvrages personnels
- Caroline Mécary, "La GPA, données et plaidoyers, Paris, Dalloz, coll "A savoir", 2019
- Caroline Mécary, "PMA et GPA des clés pour comprendre, Paris, PUF, coll "Que sais-je ?", 2019
- Daniel Borrillo et Caroline Mécary, L'homophobie, Paris, PUF, coll "Que sais-Je?", 2019
- Caroline Mécary, L’amour et la loi : Homos/hétéros : mêmes droits mêmes devoirs, Paris, Alma, 2012, 306 p. (ISBN 978-2-36279-060-7)
- Laurence Gratiot, Caroline Mécary, Stephen Bensimon, Guy Haarscher et Benoît Frydman, Art et techniques de la plaidoirie, Paris, Lexis Nexis, coll. « Droit & Professionnels », 2011, 6e éd. (1re éd. 1995), 290 p. (ISBN 978-2-7110-1225-1)
- Caroline Mécary, Le Pacs 2010, Paris, Delmas, coll. « Delmas express », 2009, 3e éd. (1re éd. 2006), 205 p. (ISBN 978-2-247-08561-3)
- Caroline Mécary, L’Adoption, Paris, PUF, coll. « Que sais-je ? », 2006 (ISBN 978-2-13-054687-0)
- Caroline Mécary et Géraud de La Pradelle, Les Droits des homosexuel/les, Paris, PUF, coll. « Que sais-je ? », 2003, 3e éd. (1re éd. 1998) (ISBN 978-2-13-053145-6)
- Flora Leroy-Forgeot et Caroline Mécary, Le Couple homosexuel et le Droit, Paris, Odile Jacob, coll. « Histoire et document », 2001, 216 p. (ISBN 978-2-7381-0999-6, lire en ligne)
- Caroline Mécary et Flora Leroy-Forgeot, Le PACS, Paris, PUF, coll. « Que sais-je ? », 2001, 2e éd. (1re éd. 2000) (ISBN 978-2-13-051959-1)
- Caroline Mécary, Droit et Homosexualité, Paris, Dalloz, coll. « États de droit », 2000 (ISBN 978-2-247-03922-7)

### Ouvrages collectifs
- Dictionnaire thématique de la Convention Européenne des Droits de l'Homme, coord. Carine Laurent-Boutot, Yannick Lécuyer et Delphine Tharaid, Paris, Edtiions A.pedone, 2022
- Les fondements de la filiation, coord Amelie Dionisi-Peyrusse, Institut universitaire Varenne, 2017
- Un an après l'élection de François Hollande : tableau d'un glissement néolibéral, Note de la Fondation Copernic, Paris, Éditions Syllepse, 2013
- Manifeste pour l’Égalité, coord. Lilian Thuram, Paris, Éditions Autrement, 2012
- Sarko, bilan de la casse, coord. Caroline Mécary, Willy Pelletier, Note de la Fondation Copernic, Paris, Éditions Syllepse, 2012
- Éducation nationale en danger, coord. Josiane Boutet, Les documents de la Fondation Copernic, Paris, Éditions Syllepse, 2011
- Dictionnaire de la violence, coord. Michaela Marzano, Paris, Presses universitaires de France, 2011
- Filmer, ficher, enfermer, vers une société de surveillance ?, avec Julien Bach, Roland Gori, Hervé Vitran et Évelyne Sire-Marin, Les documents de la Fondation Copernic, Paris, Éditions Syllepse, 2010
- Travailler tue en toute impunité, Les notes de la Fondation Copernic, Éditions Syllepse, 2009
- Familles bousculées, inventées, magnifiées, (dir. René Frydman, Muriel Flis-Trèves), Paris, Éditions Odile Jacob, 2008
- Anne Cadoret, Martine Gross, Caroline Mécary et Bruno Perreau (dir.), Homoparentalités : approches scientifiques et politiques, Paris, PUF, 2006 (ISBN 978-2-13-055574-2)
- Le Sexe et le Juge, Paris, Éditions Syllepse, 2006
- Martine Gross, Stéphane Guillemarre, Lilian Mathieu et Caroline Mécary, Homosexualité, mariage et filiation : Pour en finir avec les discriminations, Syllepse, coll. « Les notes de la Fondation Copernic », 2005 (ISBN 978-2-84950-077-4)
- Marcela Iacub (dir.) et Patrice Maniglier (dir.), Familles en scènes, Paris, Autrement, 2003 (ISBN 978-2-7467-0331-5)
- Martine Gross (dir.), Homoparentalités : État des lieux, nouvelle édition revue et augmentée, Paris, Érès, coll. « La vie de l’enfant », 2005, 2e éd. (1re éd. 2000) (ISBN 978-2-7492-0388-1)